# Benjamin Matthews (Moderator)
Benjamin Matthews (* 10. Oktober 1985 in Köln) ist ein deutscher Moderator und Reporter.

## Leben und Karriere
Matthews begann seine Karriere im Alter von 12 Jahren beim Kinderradio. Später absolvierte er dann ein Volontariat mit dem Schwerpunkt Moderation beim Lokalsender münchen.tv und RTL München Live in München.

### TV
2008 arbeitete Matthews für RTL München und moderierte das Format Wiesn live – Das Oktoberfest 2008, moderierte für München TV und für Premiere das Format E-Clips Boulevard. 2008 und 2009 war Matthews für den SWR als Reporter für das Format DASDING tätig. 2011 wechselte er zu Hamburg1, wo Matthews bis Ende 2012 als Redaktionsleiter und Moderator für das Format Frühcafé live verantwortlich war. Darüber hinaus moderierte er im Jahr 2012 die Sendungen Hafengeburtstag XXL (ausgezeichnet mit dem METROPOLITAN 2012 in der Kategorie beste Sondersendung) sowie das von ihm entwickelte Format junges Gemüse (Kochshow) ebenfalls auf Hamburg1. Später führte er auch beim baden-württembergischen L-TV Landesfernsehen durch das tägliche Regionalmagazin. Ab 2021 moderierte Matthews für den hessischen Regionalsender Rhein-Main TV u. a. die tägliche Nachrichtensendung "rheinmain IM BLICK" sowie das Magazin "rheinmain Wirtschaft" und "Vor Ort in Hessen". Nach Einstellung des Sendebetriebs von Rhein-Main TV wechselte er im Jahr 2024 zum Homeshopping-Sender 1-2-3.tv nach München. 

### Radio
2009 war Matthews als freier Autor, Reporter und Sprecher für Bayerischen Rundfunk tätig, als freier Autor und Reporter arbeitete er ebenfalls für KAKADU beim Deutschlandradio Kultur sowie als Redakteur und Service-Moderator bei SWR1 Baden-Württemberg. 2010–2011 war Ben Matthews als Radiomoderator bei Hit-Radio Antenne Niedersachsen tätig. Als Ben aus der Verkehrsleitzentrale präsentierte er in der Morgenshow täglich den aktuellsten Verkehrsservice für Niedersachsen, Bremen und Hamburg, war als Sidekick in Familie Schollmayer zu hören. Seit Ende 2012 war er als Redakteur und Service-Moderator wieder beim SWR1 Baden-Württemberg zu hören, in den Formaten SWR1 der Nachmittag und Guten Morgen Baden-Württemberg. 2015 bis 2017 moderierte er bei NDR 1 Radio MV. Zudem war Matthews von 2013 bis 2021 regelmäßig bei NDR Info als Wettermoderator im Frühprogramm zu hören.

### Schauspiel
2005 spielte Matthews die Gastrolle Fluffy in Folge 100 der RTL-Serie Nikola unter der Regie von Christopher Schnee. 2006 trat er in der Episoden-Rolle des Carsten Pollok in mehreren Folgen der ARD-Vorabend-Serie Marienhof auf (Regie: Dieter Schlotterbeck u. a.). 2009 war Matthews als Pete in der Serie Schloss Einstein (ARD) in Folge 569 zu sehen.